# Hemeroblemma malitiosa
Hemeroblemma malitiosa är en fjärilsart som beskrevs av Druce. Hemeroblemma malitiosa ingår i släktet Hemeroblemma och familjen nattflyn. Inga underarter finns listade i Catalogue of Life.